# William Cowper
Pour les articles homonymes, voir William Cowper (homonymie) et Cowper.
William Cowper (prononcé Cooper), né à Berkhamsted, dans le comté anglais de Hertfordshire le 26 novembre 1731, et mort le 25 avril 1800 à East-Dereham, dans le Norfolk (Angleterre), est un poète britannique considéré comme le précurseur du Romantisme en poésie.
Ne commençant à publier qu'à l’âge de quarante ans, William Cowper innova en abandonnant le style néo-classique et en choisissant pour thème des scènes de la vie quotidienne des campagnes anglaises, qui firent de lui l'un des poètes les plus populaires de son temps. Particulièrement apprécié par l'écrivain anglais Jane Austen - plusieurs des héroïnes de ses romans le citent ou font allusion à ses poèmes - ce précurseur du romantisme est reconnu par ses successeurs immédiats : Wordsworth et Coleridge. La poétesse Elizabeth Barrett Browning lui a même dédié un poème : Cowper's Grave. Poète moralisant, il a aussi laissé de nombreuses hymnes d'inspiration évangélique.

## Biographie
Ses parents, John Cowper, pasteur de Berkhamsted, et Ann Donne, appartiennent à la petite noblesse (gentry). Il a un frère plus jeune, John. Il perd sa mère à l'âge de six ans. Il fait ses études à la Westminster School de Londres où il rencontre le gouverneur de l'Inde britannique Warren Hastings. Destiné par son père à une carrière juridique, il entre en apprentissage chez un homme de loi (attorney) et loge chez son oncle Ashley Cowper, mais se voit refuser la main de sa cousine Theodora, dont il est tombé amoureux, et qui ne s'est jamais mariée (les poèmes adressés à sa cousine ne sont publiés qu'en 1825, après sa mort).

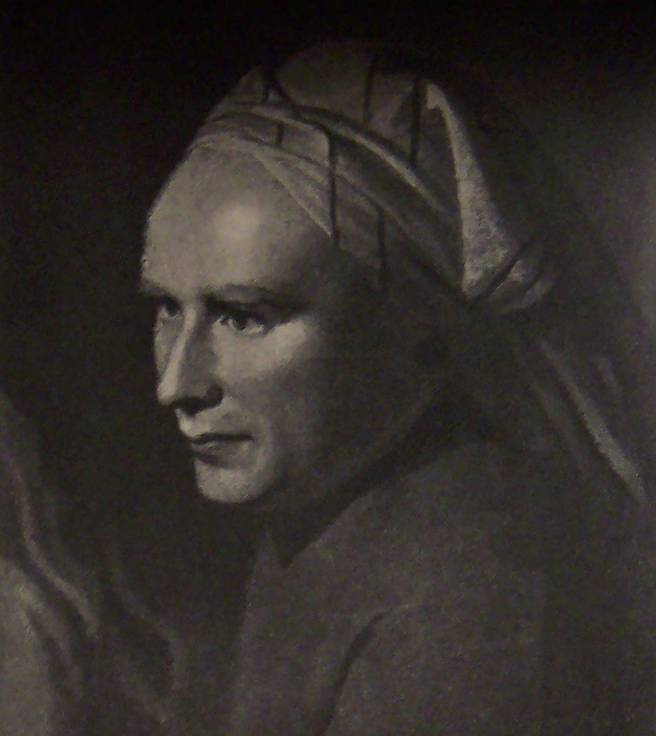
Portrait de William Cowper attribué à George Romney (1734-1802)

Atteint de mélancolie - comme on appelait alors l'état dépressif - il fait plusieurs tentatives de suicide. En 1763, il est soigné pendant deux ans par Nathaniel Cotton dans son asile, le Collage, situé à St Albans, dans le sud du Hertfordshire. Il mène, après sa sortie du Collage, une vie très retirée. Il est hébergé, en 1765, à Huntington, chez le révérend Morley Unwin, puis, à la mort accidentelle de ce dernier, en 1765, accompagne sa veuve et ses enfants à Olney, où réside John Newton, un ancien négrier devenu pasteur après sa conversion. À sa demande, il commence à lui écrire des hymnes dès 1771, mais très affecté par la mort de son frère, survenue en 1770, il retombe en dépression pendant quatre ans et terminera seulement en 1779.
Une intense période de production commence alors et un premier recueil de poèmes est édité en 1781, bien accueilli par la critique et le public.

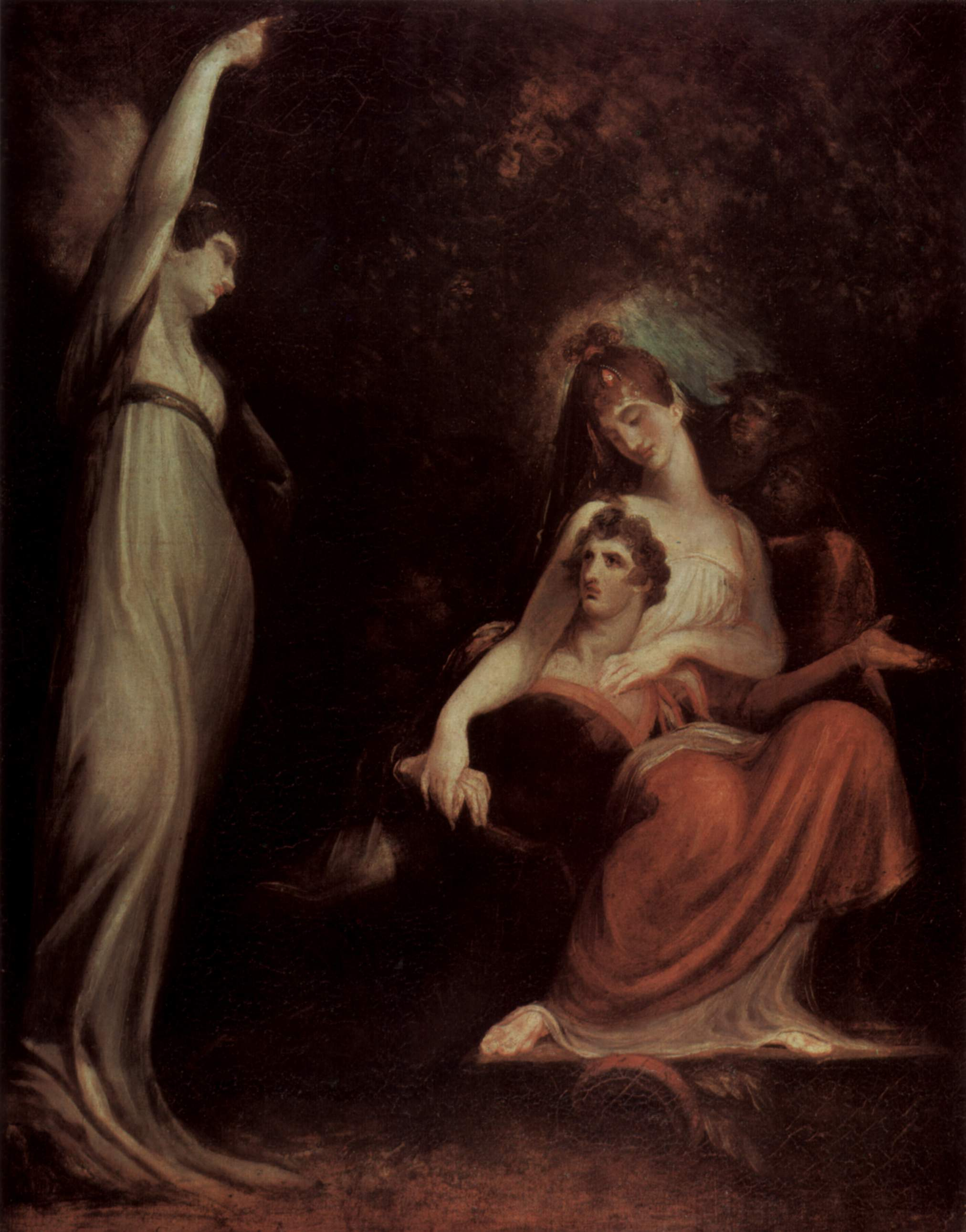
Tableau de Johann Heinrich Füssli illustrant les Poèmes de Cowper : La Vertu appelant le jeune homme à s'arracher au péché.

Son poème le plus célèbre, The Task, commencé en 1783, est publié en 1785. Entre 1785 et 1790 il traduit l'Iliade et l'Odyssée de Homère, puis entreprend la traduction des poèmes en latin de Milton, mais ne mène pas l'entreprise à son terme.
Parce qu'elle a fortement poussé à leur écriture, deux de ses poèmes (The Task et John Gilpin) sont dédicacés à Lady Austen, la veuve de Sir Robert Austen d'Herendon (dans le Kent), une lointaine parente du père de Jane Austen, dont il fait la connaissance à cette époque et dont il reste proche pendant trois ans.
Sa cousine, Lady Hesketh, renoue avec lui et, en 1795, l'aide à s'installer avec Mary Olney dans le Norfolk. Après la mort de Mary, en 1796, Cowper replonge dans un état dépressif profond, persuadé qu'il n'est pas digne de la grâce divine, ce qui le condamne à la damnation éternelle.
Au printemps de 1800, William Cowper a une crise d'hydropisie et meurt à l’âge de 68 ans ; il est enterré dans l'église Saint-Nicolas à East-Dereham, dans le Norfolk. Un vitrail dans l'Abbaye de Westminster lui rend hommage.

## Œuvre
(liste non exhaustive)
Partagé entre la peinture de genre et les méditations lyriques, alternant, en fonction de ses attaques de mélancolie, les écrits morbides et les touches d'humour, Cowper écrit des œuvres très variées, d'une simplicité intime quoique encore empreintes d'un certain didactisme :
Hymnes mystiques
Il a traduit des hymnes de Madame Guyon et composé des poèmes religieux, dont soixante hymnes pour Olney dans le Buckinghamshire, la paroisse où son ami John Newton était vicaire (curate), regroupés dans les Olney Hymns (en), publiés en 1779 (les autres, dont le plus connu est Amazing Grace, étant l'œuvre de John Newton).
Poèmes
Dont : La Tâche (1785), un long poème de six mille vers blancs, composé de six livres (Le Sofa, L'Horloge (The Timepiece), Le Jardin, Soirée d'hiver, Promenade un matin d'hiver et Promenade hivernale à midi ; et la Retraite (Retirement)) ; Tirocinium; or, a Review of schools (1784), qui s'en prend aux écoles qui préparent mal les garçons à devenir des adultes intègres et de bonnes mœurs (To cultivate and keep the MORALS clean) et recommande une éducation à la maison par « un père en même temps ami et tuteur » ; des poèmes contre la traite négrière : La Complainte du Noir, Pitié pour les pauvres Africains.
Ballade humoristique
Histoire divertissante de Jean Gilpin (The Diverting History of John Gilpin (en)), publié en France en 1861 à Paris chez Moquet, traduit par Henry de Sauclières et sera rééédité en 1930 sous le titre L'Aventure de John Gilpin et sous le nom d'auteur de Magdeleine du Genestoux en 1930 chez Hachette, illustrée par Harry Eliott.
Traduction
Il a traduit en vers blancs L'Iliade et L'Odyssée de Homère en 1791 (2 volumes in-4).

## Éditions françaises des œuvres de William Cowper
- 1819 : Quelques détails sur la vie et la mort du révérend John Cowper, par son frère William Cowper, célèbre poète anglais[8], Paris : impr. de Cellot, 28 p.

## Sources